# باول-إميل كوتيه
باول-إميل كوتيه هو محامي وقاضي وسياسي كندي، ولد في 9 سبتمبر 1909 في مونتريال في كندا، وتوفي في 3 يونيو 1970. نشط حزبياً في الحزب الليبرالي الكندي. وقد انتخب عضو مجلس العموم الكندي.